# 性善论
性善論是一种对人性的看法，认为人之本性趨向善，行善比作惡要容易。性善论下有不同的学派，有性本善论、人性向善论。

## 中華

### 儒家
戰國時期儒家代表人物孟子對人性本來是善的看法；同為儒家的荀子相持性惡論則相反，認為人性本來就是惡的，「其善者偽也」，為善是後天教育的結果。但也有人認為孟子的性善論並沒有明白、直接地稱人性本善，「性善」是點出（或強調）人性中有善性，以及具有向善的一面。

#### 性善與四端心
人性論是中原哲學重要課題，第一個談「性」的是孔子（「性相近，習相遠也」《論語‧陽貨》），但孔子並未明言性為善或為惡。到孟子以善言性，指出仁、義、禮、智正是性善的端倪，就是四端心。孟子講「心」，不單只是行為的表現，不單只是修養，還深入到人的性情發起的地方、發端的地方、端始的地方，在這裡去體會人的性善，人內心的光明。孟子在端始上找根基，找那個本心，所以孟子是立本之論。性善论及四端心的观点，也得到了日本江户时代的儒教思想家伊藤仁斋的讚同及传播。
其著作关于人性善的言论有如：
人皆有不忍人之心。先王有不忍人之心，斯有不忍人之政矣。以不忍人之心，行不忍人之政，治天下可運之掌上。所以謂人皆有不忍人之心者，今人乍見孺子將入於井，皆有怵惕惻隱之心，非所以內交於孺子之父母也，非所以要譽於鄉黨朋友也，非惡其聲而然也。由是觀之，無惻隱之心，非人也；無羞惡之心，非人也；無辭讓之心，非人也；無是非之心，非人也。惻隱之心，仁之端也；羞惡之心，義之端也；辭讓之心，禮之端也；是非之心，智之端也。人之有是四端也，猶其有四體也。有是四端而自謂不能者，自賊者也；謂其君不能者，賊其君者也。凡有四端於我者，知皆擴而充之矣。若火之始然，泉之始達。苟能充之，足以保四海；苟不充之，不足以事父母。
——《孟子·公孫丑上》
惻隱之心，人皆有之；羞惡之心，人皆有之；恭敬之心，人皆有之；是非之心，人皆有之。惻隱之心，仁也；羞惡之心，義也；恭敬之心，禮也；是非之心，智也。
——《孟子·告子上》

#### 朱熹
朱熹在孟子的性善论基础上有所发展，但也有所变化。朱熹繼承了張載的心統性情，提出了心具有性情，「性」為「仁義禮智」；情則為「喜怒哀樂」。未發為心之體，已發為心之用。當情向著良心本心的方向去走的時候，就是四善端，反之則向著「形色天性」、「耳目之欲」的方向走。
孟子论『性善』，未名『本善』或『向善』，而朱熹主张『性本善』，天理本善，但後天出现了趋恶的人欲，因此要『存天理，灭人欲』。

### 普遍
中原通行啟蒙讀物《三字經》首句即「人之初，性本善」；此似乎是普遍文人和老百姓的看法。學者勞思光認為，傳統中原文人對人性過分樂觀，未能如西方般設立各種制衡權力的措施，以致幾千年來都無法根治貪官污吏，而荀子的性惡論则会向威權主義發展。

## 西方

### 亚当·斯密
西方经济学家亚当·斯密认为人性善，天生关心别人的命运，具备同情心或怜悯心。他认为『无论人们会认为某人怎样自私，这个人的天赋中总是明显地存在着这样一些本性，这些本性使他关心别人的命运，把别人的幸福看成是自己的事情，虽然他除了看到别人幸福而感到高兴以外，一无所得。这种本性就是怜悯或同情，就是当我们看到或逼真地想象到他人的不幸遭遇时所产生的感情。我们常为他人的悲哀而感伤，这是显而易见的事实，不需要用什么实例来证明。这种情感同人性中所有其它的原始感情一样，决不只是品行高尚的人才具备，虽然他们在这方面的感受可能最敏锐。最大的恶棍，极其严重地违犯社会法律的人，也不会全然丧失同情心。

### 卢梭
法国启蒙思想家卢梭认为在原始时代，人们一无所有，愚昧无知，自由自在，但同时没有任何社会性，纯洁、善良，不会相互欺压，因此人性天性本是善良的，天生拥有自由、理性和良心，如果接受自然主义教育，顺性发展就可成为善良的人，实现善良的社会。